# گروه کی‌بی
گروه کی‌بی (انگلیسی: KB Group) شرکت خدمات مالی و بانکداری کره‌ای است، که در سال ۲۰۰۸ تأسیس شد.
این گروه یک شرکت هلدینگ مالی است که دفتر مرکزی آن در سئول، کره جنوبی قرار دارد. گروه کی‌بی و شرکت‌های تابعه آن طیف گسترده‌ای از خدمات بانکی و مالی را ارائه می‌دهند. این بانک یکی از بانک‌های مهم سیستمی داخلی است که توسط کمیسیون خدمات مالی شناسایی شده است.